# バーナード・ショー (ジャーナリスト)
バーナード・ショー（Bernard Shaw、1940年5月22日 - 2022年9月7日）は、アメリカのジャーナリスト。

## プロフィール
シカゴに生まれ、インディアナ大学を経てイリノイ大学を卒業後、1963年から1968年まではアメリカ海兵隊に従軍する。
その後、1980年からアメリカのニュース専門のケーブルテレビ局であるCNNのアンカーマンになり、1989年に発生した六四天安門事件における中国共産党の報道統制下における北京からの報道や、1991年に発生した湾岸戦争におけるバグダッドからの報道などで世界的に有名になる。1991年エドゥアルト・ライン財団文化賞受賞。
2001年に同社を退社し、ジャーナリスト及び作家として活動した。
2022年9月7日、ワシントンの病院で死去。82歳没。